# Kidder (Missouri)
Pour les articles homonymes, voir Kidder.
Kidder est une ville du comté de Caldwell, dans le Missouri, aux États-Unis,. Située au nord du comté, elle est fondée en 1860 et incorporé en 1976.

## Démographie
Lors du recensement de 2010, la ville comptait une population de 323 habitants. Elle est estimée, en 2016, à 310 habitants.